# Итумбиара
Итумбиара (порт. Itumbiara) — муниципалитет в Бразилии, входит в штат Гояс. Составная часть мезорегиона Юг штата Гойас. Входит в экономико-статистический микрорегион Мея-Понти. Население составляет 86 496 человек на 2007 год. Занимает площадь 2461,280 км². Плотность населения — 80,1 чел./км².

## История
Город основан 12 октября 1909 года.

## Статистика
- Валовой внутренний продукт на 2004 год составляет 1 196 285 000,00 реалов (данные: Бразильский институт географии и статистики).
- Валовой внутренний продукт на душу населения на 2004 год составляет 14 083,00 реала (данные: Бразильский институт географии и статистики).
- Индекс развития человеческого потенциала на 2004 год составляет 0,813 (данные: Программа развития ООН).

## Галерея

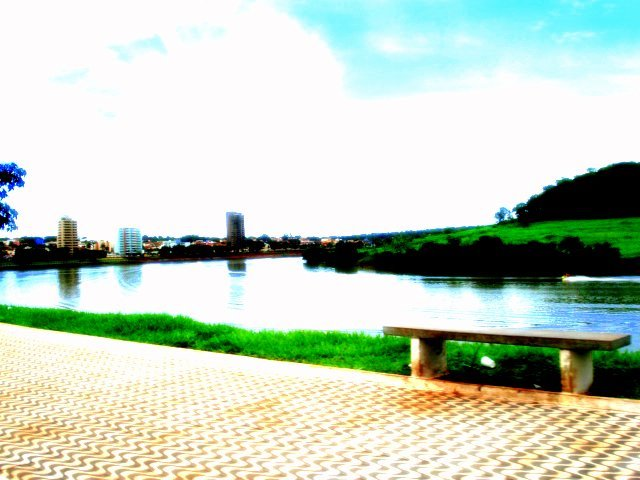
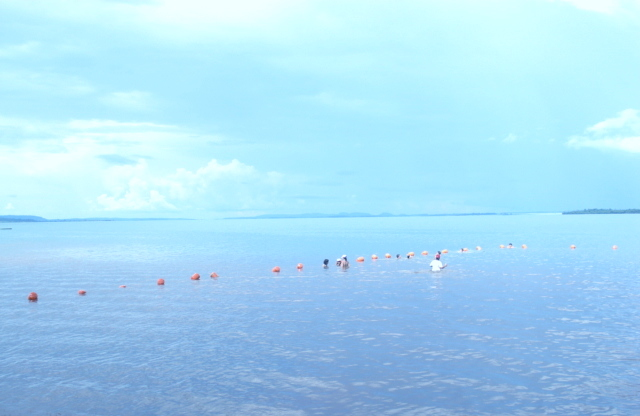

## География
Климат местности: тропический.